# Сочіл Гомес
Сочіл Гомес-Дейнс (англ. Xochitl Gomez-Danes; нар. 30 квітня 2006 року, Британська Колумбія, Канада ) – канадська актриса, найбільш відома за роль Дон Шафер у серіалі «Клуб нянь».

## Біографія
Сочіл Гомес народилася в Канаді. Свої перші кроки в акторській кар'єрі Гомес зробила у 5-річному віці. Її дебютною виставою була «Русалочка», в якій юна актриса зіграла одну із сестер Аріель. Ще однією з її театральних ролей була роль коня в мюзиклі «Красуня і чудовисько». Протягом усієї вистави їй доводилося видавати звуки коня. Усього на її рахунку було близько 20 постановок.
Гомес розпочала кар'єру в кіно у 2016 році, знявшись в епізодичній ролі у фільмі «Interwoven». У 2017 році вона отримала роль юної Адріани у мінісеріалі «Злі речі». В 2020 році на стрімінговому сервісі Netflix вийшов серіал «Клуб нянь», в якому Сочіл виконала роль Дон Шафер. У грудні 2020 року компанія Marvel Studios оголосила, що Гомес зіграє Америку Чавес у фільмі « Доктор Стрендж: У мультивсесвіті божевілля » (2022), дія якого відбуватиметься в медіафраншизі «Кінематографічний всесвіт Marvel»  .

## Вибрана фільмографія
| Рік  |   | Українська назва                          | Оригінальна назва                           | Роль                                          |
| ---- | - | ----------------------------------------- | ------------------------------------------- | --------------------------------------------- |
| 2016 | ф | —                                         | Interwoven                                  | сусідська дівчинка                            |
| 2017 | с | Злі речі                                  | Evil Things                                 | юна Адріана в епізоді 'The Mask & the Visitor |
| 2017 | с | —                                         | Matty Paz Is a Noob                         | Лілі в епізоді 'Super Matty-O                 |
| 2018 | с | Дом Рейвен                                | Raven’s Home                                | шкільна журналістка                           |
| 2019 | с | Ти — втілення пороку                      | You’re The Worst                            | дитина                                        |
| 2019 | ф | Тіньові вовки                             | Shadow Wolves                               | Чакі                                          |
| 2020 | с | Гонитва за американською мрією            | Gentefied                                   | Юна Ана в епізоді Brown Love                  |
| 2020 | ф | —                                         | Roped                                       | Емма                                          |
| 2020 | с | Клуб нянь                                 | The Baby-Sitters Club                       | Дон Шафер (головна роль)                      |
| 2022 | ф | Доктор Стрендж у мультивсесвіті божевілля | Doctor Strange in the Multiverse of Madness | Америка Чавес                                 |

## Премії та номінації
| Рік  | Нагорода      | Категорія                                   | Робота        | Результат |
| ---- | ------------- | ------------------------------------------- | ------------- | --------- |
| 2020 | Молодий актор | Найкраща роль другого плану актора-підлітка | Тіньові вовки | Перемога  |